# NGC 2875
NGC 2875 је део галаксије (на пример сјајан HII регион) у сазвежђу Лав која се налази на NGC листи објеката дубоког неба.
Деклинација објекта је + 11° 25' 56" а ректасцензија 9h 25m 48,7s. Привидна величина (магнитуда) објекта NGC 2875 износи 12,6.